# نيها هينغي
نيها هينغي (بالإنجليزية: Neha Hinge)‏ وهي ممثلة وعارضة أزياء هندية ولدت في سنة 1986 في شاريمبور في مدينة ديواس في الهند. وهي ملكة جمال الهند لسنة 2010 وملكة جمال العالمية لسنة 2010 مثلت دور البطولة في فلم إما الحب أو لا.

## روابط خارجية
- نيها هينغي على موقع IMDb (الإنجليزية)
- نيها هينغي على موقع قاعدة بيانات الفيلم (الإنجليزية)